# Дирк IV фон Батенбург
Дирк IV фон Батенбург (на немски: Dirk IV von Batenburg; * ок. 1265; † 1311) от фамилията Батенбург е господар на замък Батенбург в Гелдерланд, Нидерландия. От него произлиза рода Бронкхорст-Батенбург.
Той е син на Герард ван Батенбург (* ок. 1235; † 1290) и съпругата му Мабелия фон Мьорс (* ок. 1240; † 1270), дъщеря на граф Дитрих I фон Мьорс († сл. 1260) и Елизабет фон Алтена-Изенбург († сл. 1275), дъщеря на Фридрих фон Изенберг († 1226) и София фон Лимбург († 1227).. Внук е на Флорис ван Батенбург (* ок. 1205).

## Фамилия
Дирк IV фон Батенбург се жени за Мехтилд и има две дъщери:
- Рихардис фон Батенбург († сл. 1360), омъжена за Йохан фон Баер († сл. 1330)
- Йохана фон Батенбург († 28 ноември 1351), омъжена ок. 1297 г. за Вилхелм III фон Бронкхорст († 25 септември 1328), родители на Гизберт V фон Бронкхорст († 1356), господар на Бронкхорст (1328 – 1356) и Батенбург (1351 – 1356)